# Baal Shamin

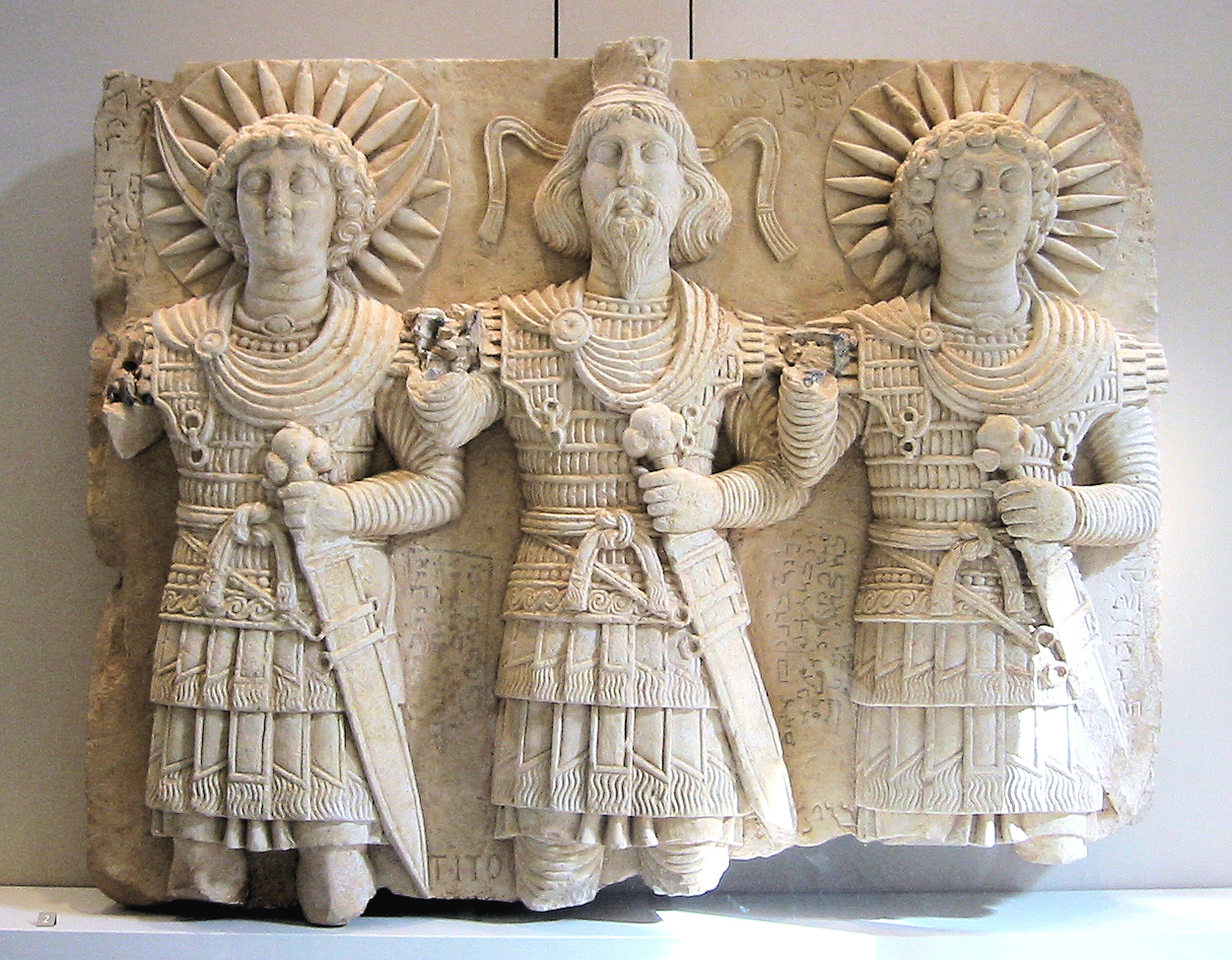
Divinitats de Palmira, Síria. El déu lunar Aglibol, el déu suprem Baal Shamin i el déu solar Malakbel, relleu del segle I

Baal Shamin (arameu: ܒܥܠ ܫܡܝܢ, Baʿal Šāmīn, literalment ‘Senyor dels Cels') fou un déu semita venerat per la majoria dels pobles establerts a la Mediterrània oriental. Apareix com a títol aplicat a diferents déus en diferents llocs o moments a inscripcions antigues d'Orient Mitjà, especialment a Canaan-Fenícia i Síria, caracteritzat com un dels dos déus suprems amb dimensions còsmiques —l'altre és Baal. També se'l coneix com el rei dels déus, portador de la fertilitat i la pluja.